# Psalmodi
Psalmodi (senlatin: psalmodia, 'psalmsång') är en sorts sångreciterande av psalmerna i Psaltaren eller av andra bibeltexter av poetiskt slag. Reciterandet görs enligt särskilda musikaliska formler, där man utnyttjar verser som delas upp i två delar. Sången kännetecknas av sin "mässande" och högtidliga ton.

## Historik
Psalmodi är känt från judisk tradition, liksom från gregoriansk kyrkosång. Det finns även åtskilliga andra slags en- eller flerstämmig psalmodi, bland annat i den anglikanska kyrkosången. Komponerandet av nya psalmodiformler har blivit vanligt sedan 1960-talet.
Ordet psalmodi kommer från senlatinets psalmodia med betydelsen 'psalmsång'. Det är där inlånat från grekiskans psalmōidiʹa med samma betydelse, bildat efter psalm och ōidēʹ, 'sång' (se ode). I svenskan har ordet tidigare, bland annat under 1800-talet, även använts som synonym till psalmsång eller psalmmelodi., alternativt som benämning för en högtidlig dikt.

## Relaterade begrepp
Till psalmodi har bildats avledningarna psalmodiera och psalmodisk. Det förra har använts för framsjungandet av en psalm, alternativt om att mässande framföra en dikt, medan det senare omväxlande syftat på psalmer, psalmdiktning eller ett entonigt mässande av psalmer. Under tidigt 1800-tal kunde en psalmförfattare kallas psalmodist, ett ord som även är känt från tyskan och engelskan. Från grundbegreppet psalmodi har man även namngett psalmodikon, ett 1800-talsinstrument som användes vid ackompanjemang till psalmodi eller psalmsång i allmänhet.